# Kuwana
Kuwana (桑名市?, Kuwana-shi) è una città giapponese della prefettura di Mie, nell'isola di Honshū.

## Attrazioni

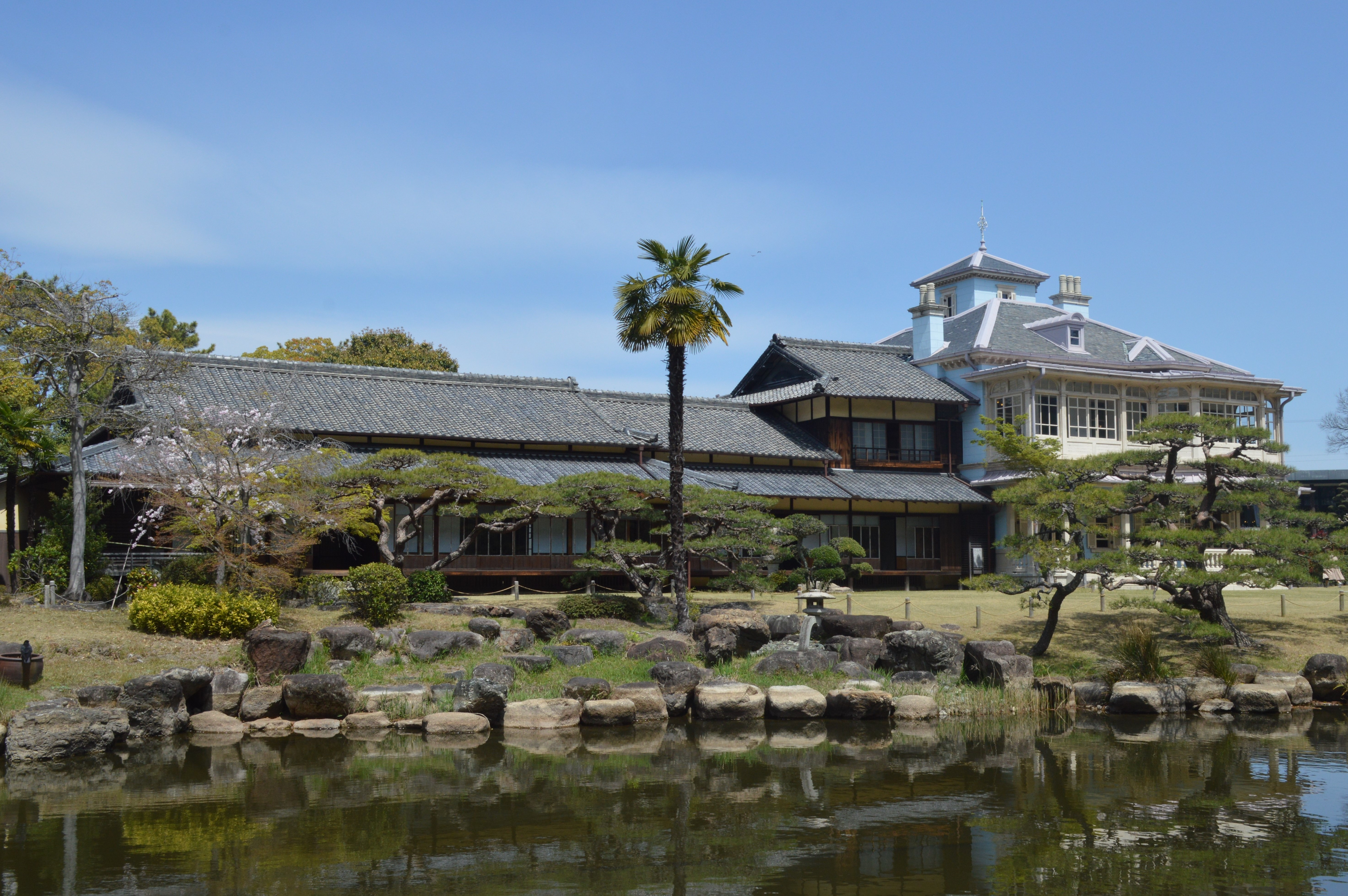
Rokkaen

- Monte Tado
- Nagashima land
- Rokkaen